# Finále Davis Cupu 2013
Finále Davis Cupu 2013 představovalo vyvrcholení  102. ročníku největší mužské týmové soutěže v tenisu. Úvodní ročník Davis Cupu proběhl v roce 1900, kdy spolu sehrály utkání jediné dva týmy v soutěži: Spojené státy a Velká Británie. V nejvyšší šestnáctičlenné úrovni – Světové skupině – se do finále probojoval obhájce titulu Česká republika a jeho vyzyvatelem se stalo Srbsko.
Finále se konalo ve dnech 15. až 17. listopadu 2013 v bělehradské aréně Kombank, jejíž kapacita činila více než 20 tisíc diváků.
Vítěz předchozího ročníku, v němž se uskutečnilo jubilejní 100. finále, Česká republika, obhájila titul a získala tak potřetí v historii „salátovou mísu“. Vítězný bod ve finále v Srbsku získal stejně jako před rokem Radek Štěpánek.

## Pozadí

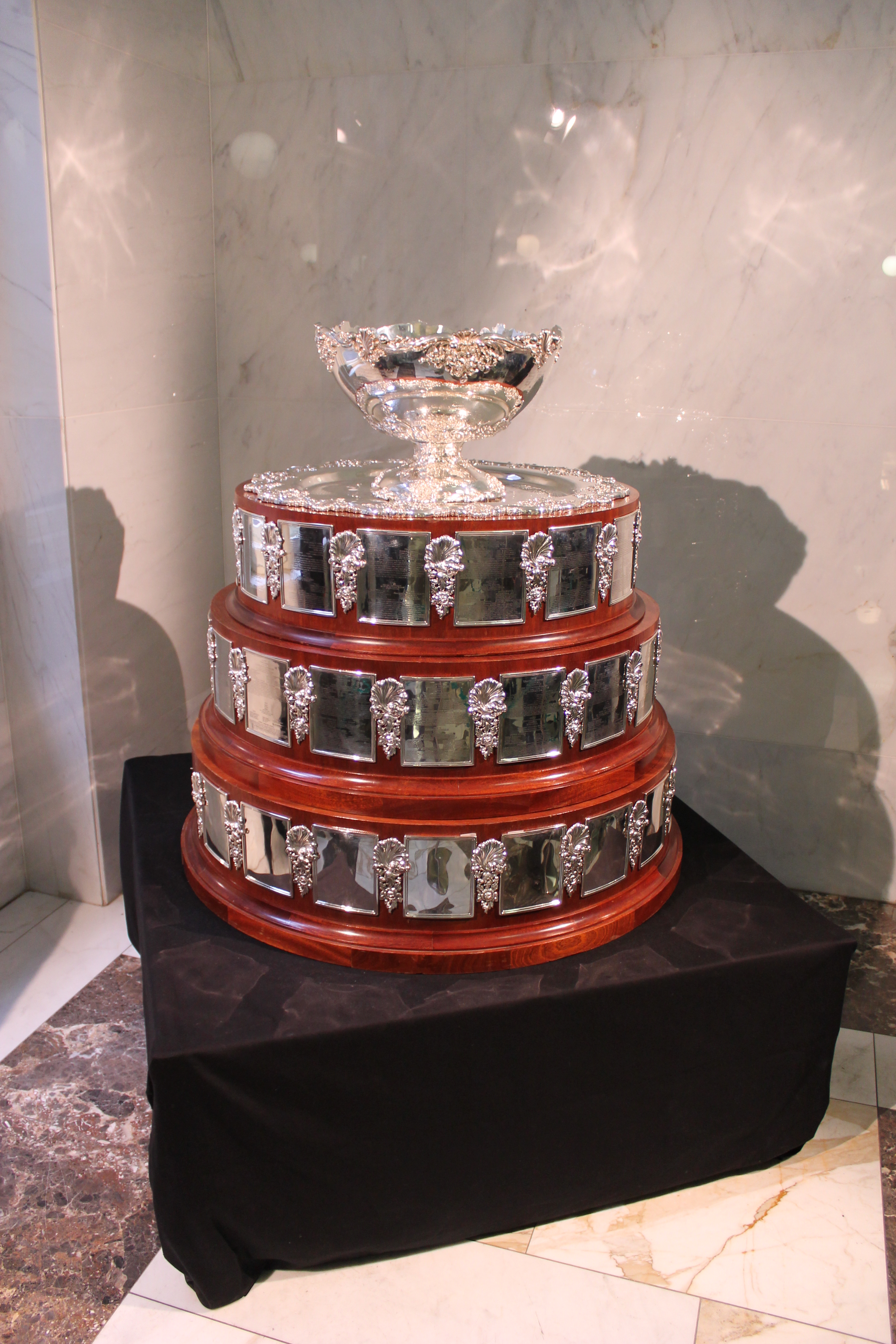
Salátová mísa v držení českého týmu, listopad 2012, Praha

Česká republika obhajovala vítězství z předchozího ročníku, když v pražském finále zdolala Španělsko poměrem 3:2 na zápasy. Získala tak první „salátovou mísu“ od rozdělení československého státu na konci roku 1992. V roce 2009 se probojovala do finále, v němž na antuce v Palau Sant Jordi podlehla Španělsku 0:5 na zápasy.
Mezinárodní tenisová federace pojímá český tým jako nástupce československého daviscupového družstva, které v soutěži startovalo pravidelně od roku 1921. Do statistik jsou tak české reprezentaci připsány všechny výsledky od tohoto data, včetně titulu, který českoslovenští tenisté vyhráli v roce 1980 a finále 1975, z něhož odešli jako poražení. Na nejvíce výher v soutěži dosáhl Jan Kodeš (60), největší počet vítězných dvouher pak zaznamenal Roderich Menzel (40). Historicky nejlepší deblový pár tvořili aktuální členové družstva Tomáš Berdych a Radek Štěpánek (13–1).
Premiérový ročník pod hlavičkou samostatného srbského týmu odehráli srbští tenisté v roce 2007. Srbsko v soutěži debutovalo roku 1995, když jeho hráči v období 1995–2003 reprezentovali společně s Černohorci Svazovou republiku Jugoslávie, a mezi lety 2004–2006 soustátí Srbsko a Černou Horu. Jediný titul získali v roce 2010 po finálové výhře 3:2 nad Francií. V letech 1927–1992 Srbové nastupovali v rámci jugoslávského daviscupového týmu.

### Utkání srbského a českého týmu
Český tým se v minulosti utkal se samostatným srbským družstvem dvakrát. Oba soupeři měli vyrovnanou bilanci 1:1. Čeští a srbští reprezentanti pak proti sobě nastoupili celkem jedenáctkrát, když reprezentovali předchozí státní útvary Československo, respektive Jugoslávii, Srbsko a Černou Horu. Čeští hráči zvítězili šestkrát a pětkrát odešli poraženi.

#### Srbsko – Česko 1:1

##### Srbsko – Česko 3:2
- 17. – 19. září 2010, semifinále Světové skupiny, tvrdý / Bělehradská aréna, Bělehrad, Srbsko[2]

0:1, Viktor Troicki vs. Radek Štěpánek, 6–4, 2–6, 4–6, 4–6
1:1, Janko Tipsarević vs. Tomáš Berdych, 7–5, 6–2, 2–6, 7–6(7–5)
1:2, Novak Djoković / Nenad Zimonjić vs. Tomáš Berdych / Radek Štěpánek, 6–3, 1–6, 4–6, 1–6
2:2, Novak Djoković vs. Tomáš Berdych, 4–6, 6–3, 6–2, 6–4
3:2, Janko Tipsarević vs. Radek Štěpánek, 6–0, 7–6(8–6), 6–4

##### Česko – Srbsko 4:1
- 6. – 8. dubna 2012, čtvrtfinále Světové skupiny, antuka / O2 arena, Praha, Česko[3]

1:0, Tomáš Berdych vs. Viktor Troicki, 6–2, 6–1, 6–2
1:1, Radek Štěpánek vs. Janko Tipsarević, 7–5, 4–6, 4–6, 6–4, 7–9
2:1, Tomáš Berdych / Radek Štěpánek vs. Ilija Bozoljac / Nenad Zimonjić, 6–4, 6–2, 7–6(7–4)
3:1, Tomáš Berdych vs. Janko Tipsarević, 7–6(8–6), 7–6(8–6), 7–6(9–7)
4:1, Lukáš Rosol vs. Viktor Troicki, 7–6(7–5), 7–5

#### Jugoslávie – Československo 4:5

##### Československo – Jugoslávie 4:1
- 10. – 12. května 1935, 1. kolo Evropské zóny, povrch neznámý, Praha, Československá republika[4]
  - tým ČSR: Josef Caska, Ladislav Hecht, Roderich Menzel, František Bertl (nehrající kapitán)
  - tým Jugoslávie: Franjo Kukuljević, Josip Palada, Franjo Punčec

##### Jugoslávie – Československo 3:2
- 15. – 17. května 1936, 2. kolo Evropské zóny, povrch neznámý, Záhřeb, Království Srbů, Chorvatů a Slovinců[5]
  - tým Jugoslávie: Franjo Kukuljević, Josip Palada, Franjo Punčec
  - tým ČSR: Ladislav Hecht, Ferenc Maršálek, Josef Šíba, František Bertl (nehrající kapitán)

##### Československo – Jugoslávie 4:1
- 12. – 14. června 1937, semifinále Evropské zóny, povrch neznámý, Praha, Československá republika[6]
  - tým ČSR: František Cejnar, Ladislav Hecht, Roderich Menzel, Josef Šíba, František Bertl (nehrající kapitán)
  - tým Jugoslávie: Josip Palada, Franjo Punčec

##### Jugoslávie – Československo 3:2
- 29. dubna – 1. května 1938, 1. kolo Evropské zóny, povrch neznámý, Záhřeb, Království Srbů, Chorvatů a Slovinců[7]
  - tým Jugoslávie: Dragutin Mitić, Josip Palada, Franjo Punčec
  - tým ČSR: František Cejnar, Ladislav Hecht, Roderich Menzel, František Bertl (nehrající kapitán)

##### Československo – Jugoslávie 2:3
- 24. – 26. května 1946, čtvrtfinále Evropské zóny, povrch neznámý, Praha, Československá republika[8]
  - tým ČSR: Josef Caska, Jaroslav Drobný, Vojtěch Vodička, František Bertl (nehrající kapitán)
  - tým Jugoslávie: Dragutin Mitić, Josip Palada, Franjo Punčec

##### Jugoslávie – Československo 0:4
- 13. – 15. července 1947, finále Evropské zóny, povrch neznámý, Záhřeb, Socialistická federativní republika Jugoslávie[9]
  - tým Jugoslávie: Dragutin Mitić, Josip Palada
  - tým ČSR: Vladimír Černík, Jaroslav Drobný, Jan Smolinský, František Bertl (nehrající kapitán)

##### Jugoslávie – Československo 0:5
- 25. – 27. dubna 1958, 1. kolo Evropské zóny, povrch neznámý, Záhřeb, Socialistická federativní republika Jugoslávie[10]
  - tým Jugoslávie: Kamilo Keretić, Ilia Panajotović, Ivko Plečević
  - tým ČSR: Pavel Benda, Jiří Javorský, Milan Nečas, Jiří Jakš (nehrající kapitán)
- 18. – 20. července 1986, čtvrtfinále Světové skupiny, tvrdý (Greenset) / sportovní hala Zetra, Sarajevo, Socialistická federativní republika Jugoslávie[11]
  - tým Jugoslávie: Igor Flego, Bruno Orešar, Slobodan Živojinović, Radmilo Armenulić (nehrající kapitán)
  - tým ČSSR: Miloslav Mečíř, Milan Šrejber, Tomáš Šmíd, Karel Nováček

##### Československo – Jugoslávie 1:4
- 29. – 31. března 1991, čtvrtfinále Světové skupiny, koberec (Supreme) / Sportovní hala, Praha, Česká a Slovenská Federativní Republika[12]
  - tým ČSFR: Petr Korda, Karel Nováček, Milan Šrejber, Tomáš Šmíd (hrající kapitán)
  - tým Jugoslávie: Goran Ivanišević, Slobodan Živojinović, Radmilo Armenulić (nehrající kapitán)

## Finalisté

### Česko
Daviscupovému týmu České republiky patřilo v době konání 1. místo na žebříčku ITF. Stabilní nehrající kapitán Jaroslav Navrátil do Bělehradu neodcestoval v důsledku hospitalizace v prostějovské nemocnici, když jej 6. listopadu postihla plicní embolie. Víkendové utkání sledoval již z domova. Na lavičce ho tak nahradil ředitel České sportovní Vladimír Šafařík, který k datu utkání s družstvem spolupracoval patnáctým rokem.
V únorovém prvním kole Světové skupiny čeští hráči porazili v Ženevě Švýcarsko 3–2, když za domácí nenastoupil Roger Federer. V dubnovém čtvrtfinále přehráli bez Berdycha v Astaně Kazachstán poměrem 3–1, když roli jedničky zvládl Lukáš Rosol. V repríze zářijového semifinále z roku 2012 pak český tým vybojoval vítězný duel v pražské O2 areně, kde si poradil s Argentinou, a vítězstvím 3–2 na zápasy postoupil po roce opět do finále.
Nejlepším výsledkem českého družstva v soutěži byl zisk dvou titulů z let 1980 a 2012.

#### Historické souvislosti
Český tým se stal pátým družstvem od zavedení Světové skupiny v roce 1981, kterému se podařilo obhájit titul. Poprvé pak triumfoval nikoli v Praze, ale na půdě hostů. Třetí výhrou se zařadil po bok Německa na 7. místo celkových statistik.
Štěpánek se stal teprve třetím hráčem ve více než stoleté historii soutěže, který podruhé rozhodl finále ve prospěch svého týmu za vyrovnaného stavu zápasů 2:2. Navázal tak na legendy tenisu, francouzského mušketýra Henriho Cocheta (finále rozhodl v letech 1927, 1929, 1931) a britského tenistu Freda Perryho (1933, 1936). Jako jediný však zvládl tento výkon ve dvou po sobě jdoucích ročnících, a zároveň jako nejstarší tenista, v týdnu před svými 35. narozeninami.
Štěpánek byl současně prvním tenistou od Američana Chucka McKinleyho, jenž nastoupil do rozhodujícího pátého zápasu ve dvou ročnících za sebou. McKinley odehrál páté duely v letech 1963 a 1964. Český tenista navíc uštědřil Lajovićovi druhou nejtěžší porážku v posledním pátém střetnutí (6–3, 6–1, 6–1), když hladší průběh mělo pouze utkání z finále 1939 mezi Američanem Frankem Parkerem a vítězným Australanem Johnem Bromwichem (0–6, 3–6, 1–6).

| Tenista                                     | Žebříček | Žebříček | Davis Cup | Davis Cup | Sezóna 2013      | Sezóna 2013               |
| Tenista                                     | dvouhra  | čtyřhra  | dvouhra   | čtyřhra   | tituly           | finále                    |
| ------------------------------------------- | -------- | -------- | --------- | --------- | ---------------- | ------------------------- |
| Tomáš Berdych                               | 7.       | 160.     | 25–12     | 18–1      |                  | Dubaj, Marseille, Bangkok |
| Radek Štěpánek                              | 44.      | 9.       | 13–11     | 15–3      | US Openč         | Washington, D.C.č         |
| Lukáš Rosol                                 | 47.      | 73.      | 5–2       | 1–0       | Bukurešť, Vídeňč |                           |
| Jan Hájek                                   | 104.     | 785.     | 4–4       | 1–1       |                  |                           |
| č – čtyřhra (v ostatních případech dvouhra) |          |          |           |           |                  |                           |

### Srbsko
Daviscupovému týmu Srbska patřilo v době konání 2. místo na žebříčku ITF. Nehrajícím kapitánem byl Bogdan Obradović.
V únorovém prvním kole Světové skupiny Srbové porazili jako čtvrtí nasazení v charleroiské hale Spiroudome domácí Belgii 3–2. V dubnovém čtvrtfinále zavítali na tvrdý povrch do Boise, kde si poradili se Spojenými státy poměrem 3–1. V zářijovém semifinále pak nastoupili doma v bělehradské Kombank aréně proti Kanadě. Netradičně na antuce přehráli soupeře hrajícího v nejsilnější sestavě 3–2 na zápasy a postoupili do finále.
Za hlavní oporou družstva Novakem Djokovićem, který získal dva poslední tituly sezóny ATP v Paříži a Londýně, plnil poprvé v kariéře roli dvojky méně zkušený Dušan Lajović z druhé stovky žebříčku. Janko Tipsarević, jenž se ještě v první polovině týdne na finále připravoval, nemohl nastoupit pro nedoléčené zranění paty, které jej limitovalo. Další stabilní člen týmu Viktor Troicki má od července 2013 osmnáctiměsíční zákaz startu za porušení dopingových pravidel v důsledku neposkytnutí vzorku krve.
Nejlepším výsledkem srbského družstva v soutěži byl zisk titulu z roku 2010.

#### Historické souvislosti
Djoković se stal prvním finalistou od Američana Johna McEnroea a jeho výher v letech 1978 a 1981, který zvítězil ve svých prvních třech finálových dvouhrách. V neděli pak přidal čtvrtou výhru (stejně jako McEnroe roku 1981). Lajović nastoupil poprvé ve své kariéře k utkáním hraným na tři vítězné sety. V první hrací den představoval nejhůře žebříčkově postaveného hráče od finále 2005, kdy za Slovensko nastoupil Karol Kučera, kterému tehdy patřilo 297. místo. Lajović figuroval na 117. příčce.
Zimonjić nastoupil do finále v 37 letech a 165 dnech jako nejstarší finalista soutěže od roku 1933 a tehdy hrajícího 38letého Francouze Jacquese Brugnona.
Djoković se stal teprve druhým finalistou historie, který vyhrál obě dvouhry, ale nezískal salátovou mísu. Opakoval se tak scénář z předchozího finále 2012, kdy v boji proti České republice potkal stejný osud Španěla Davida Ferrera. 117. tenista světa Lajović se stal nejníže postaveným hráčem na žebříčku ATP od roku 2005 a Slováka Michala Mertiňáka (tehdy na 165. místě), který nastoupil do pátého rozhodujícího střetnutí finále.
| Tenista                                     | Žebříček | Žebříček | Davis Cup | Davis Cup | Sezóna 2013                                                               | Sezóna 2013        |
| Tenista                                     | dvouhra  | čtyřhra  | dvouhra   | čtyřhra   | tituly                                                                    | finále             |
| ------------------------------------------- | -------- | -------- | --------- | --------- | ------------------------------------------------------------------------- | ------------------ |
| Novak Djoković                              | 2.       | 557.     | 24–4      | 2–2       | Australian Open, Dubaj, Monte Carlo Peking, Šanghaj, Paříž, Turnaj mistrů | Wimbledon, US Open |
| Dušan Lajović                               | 117.     | 1182.    | 1–0       | 0–0       |                                                                           |                    |
| Ilija Bozoljac                              | 238.     | 283.     | 3–1       | 4–4       |                                                                           |                    |
| Nenad Zimonjić                              | 1362.    | 14.      | 13–10     | 27–12     | Rotterdamč, Monte-Carloč, Washington, D.C.č                               | Dubajč             |
| č – čtyřhra (v ostatních případech dvouhra) |          |          |           |           |                                                                           |                    |

## Program
| Finále Davis Cupu 2013 |                               |                              |                    |      |
| Zápas                  | Srbsko                        | Česko                        | Výsledek           | Stav |
| Pátek – 15. listopadu  |                               |                              |                    |      |
| 1. dvouhra             | Novak Djoković [1]            | Radek Štěpánek [2]           | 7–5, 6–1, 6–4      | 1:0  |
| 2. dvouhra             | Dušan Lajović [2]             | Tomáš Berdych [1]            | 3–6, 4–6, 3–6      | 1:1  |
| Sobota – 16. listopadu |                               |                              |                    |      |
| 3. čtyřhra             | Ilija Bozoljac Nenad Zimonjić | Tomáš Berdych Radek Štěpánek | 2–6, 4–6, 6–7(4–7) | 1:2  |
| Neděle – 17. listopadu |                               |                              |                    |      |
| 4. dvouhra             | Novak Djoković [1]            | Tomáš Berdych [1]            | 6–4, 7–6(7–5), 6–2 | 2:2  |
| 5. dvouhra             | Dušan Lajović [2]             | Radek Štěpánek [2]           | 3–6, 1–6, 1–6      | 2:3  |

## Citáty
| „                | Celý víkend jsem hrál v životní formě. | “ |
| — Radek Štěpánek |                                        |   |

| „               | Podali jsme vynikající výkon, zvládli jsme, co jsme si předsevzali. Nikomu se nezdálo, že to můžeme vyhrát dvakrát. Ale dokázali jsme to. Skvělé! | “ |
| — Tomáš Berdych | |   |

| „                   | [Pocity] jsou nádherné, hodně nádherné. Vyhrát podruhé za sebou Davis Cup je obdivuhodné. Kluci věděli, že tam jedou proti Srbsku s Djokovičem skoro za stavu 0:2. Ale dokázali si ostatní zápasy uhrát hladce 3:0. | “ |
| — Jaroslav Navrátil | |   |

| „                | Užil jsem si ten zápas hodně, ale nebude to pro mě nic znamenat, když nevyhrajeme trofej. Hrajeme pro naši zemi a ukazujeme, že hrajeme s velkým srdcem. | “ |
| — Novak Djoković | |   |